# Procedeul Kroll
Procedeul Kroll este un proces industrial pirometalurgic folosit pentru a produce titan metalic. A fost inventat de William J. Kroll în Luxemburg. După ce s-a mutat în Statele Unite ale Americii, Kroll a dezvoltat mai departe procedeul pentru producția zirconiului. Procedeul Kroll a înlocuit procedeul Hunter în aproape toate producțiile comerciale.